# Christian Friedrich Callisen (Politiker)
Christian Friedrich Callisen (* 25. Januar 1806 in Schleswig; † 6. April 1863 in Lauenburg) war ein deutscher Beamter, Jurist und Bürgermeister von Flensburg.

## Leben und Wirken
Christian Friedrich Callisen war der Sohn eines gleichnamigen Theologen. Nach einem Besuch der Domschule Schleswig begann er im Wintersemester 1824 ein Studium der Rechte an der Universität Kiel. Das Sommersemester 1826 verbrachte er an der Universität Berlin und wechselte im Folgesemester an die Universität Göttingen. 1829 bestand er in Gottorf das juristische Amtsexamen. Danach erhielt er eine Stelle als Kanzlist in der Schleswig-Holstein-Lauenburgischen Kanzlei in Kopenhagen. Im Jahr 1835 wurde Callisen zum Wirklichen Kanzleisekretär befördert, 1838 zum Kanzleirat, 1840 zum Wirklichen Justizrat und im Folgejahr zum Kontorchef. Von April bis November 1843 arbeitete er als Amtmann, Gerichtsvogt und Polizeimeister. Danach folgte er einem Ruf als Kommittierter in das Generalzollkammer- und Kommerzkollegium in Kopenhagen.
1845 reichte Callisen seine Bewerbung um das Amt des Bürgermeisters von Flensburg ein. Am 17. Oktober wurde er zum Ersten und dirigierenden Bürgermeister ernannt, womit er auf Hans Rudolph Feddersen folgte. Seine Vereidigung erfolgte erstmals zweisprachig auf Deutsch und Dänisch mit entsprechenden Bestallungsurkunden. Wegen seiner tüchtigen Arbeit erwarb er sich schnell das Vertrauen der Kollegien Flensburgs und der Bürgerschaft. Er organisierte eine schnelle Führung der Geschäfte, traf Entscheidungen und überprüfte die Unterbeamten. Callisen gab sich sparsam, hielt sich selbst zurück und verzichtete auf große Reden und Repräsentation.
Bei den beginnenden Auseinandersetzungen um die Schleswig-Holstein-Frage bot sich Callisen als Vermittler an und blieb neutral, was konkret bedeutete, dass er in der Kommunalpolitik sachlich und kompromissbereit mit allen Streitparteien kooperierte. Der Historiker Holger Hjelholt bezeichnete ihn als konservative Persönlichkeit, die im Sinne des Gesamtstaates dachte und sich weder auf die Seite der Eiderdänen noch der Schleswig-Holsteiner stellte.
Während der Schleswig-Holsteinischen Erhebung trat im Jahr 1848 die Provisorische Regierung in Kraft. Um die öffentliche Sicherheit und Ordnung zu bewahren, warb Callisen dafür, diese anzuerkennen. Am 26. März schlossen sich die städtischen Kollegen seinem Vorschlag an. Bei der Provisorischen Regierung bemühte er sich darum, dass Schifffahrt und Handel nicht für kriegsbedingte Verluste aufkommen mussten. König Friedrich VII. billigte die Reise einer von Callisen angeführten Kommission, die Mitte April 1848 nach Rendsburg führte. Dort sollten Friedensverhandlungen mit der Regierung und Eduard von Bonin geführt werden. Die Gesprächspartner lehnten das Vorhaben der Kommission aber ab.
Nach der Osterschlacht bei Schleswig am 23. April 1848 herrschte in der Flensburger Bevölkerung eine geteilte Stimmung. Callisen wollte daher verhindern, dass über dem Rathaus eine schwarz-rot-goldene Flagge gehisst wurde, hatte damit aber keinen Erfolg. Jürgen Bremer als Mitglied der Provisorischen Regierung ordnete an, dass Flensburg am 8. Mai einen interimistischen Oberpräsidenten und einen außerordentlichen Polizeimeister für politische Angelegenheiten erhielt. Das Deputiertenkollegium bat erfolgreich darum, dass Callisen im Amt bleiben durfte. Bei der anschließenden Wahl zur Frankfurter Nationalversammlung musste Callisen das Amt des Wahldirektors übernehmen. Da das Herzogtum Schleswig nicht zum Deutschen Bund gehörte, hatte er staatsrechtliche Bedenken geäußert und das Amt nicht übernehmen wollen.
Bei der Wahl zur Schleswig-Holsteinischen Landesversammlung im Juli 1848 erhielt Callisen ein Mandat. Nach dem Frieden von Malmö sollte er stellvertretendes Mitglied der Gemeinsamen Regierung für die beiden Herzogtümer werden. Da er abwechselnd für die deutsche und dänische Seite Partei ergriffen haben soll, wurde er schließlich nicht nominiert. Aus dem Jahr 1850 existiert ein anonym verfasstes Schreiben, in dem er als Verführer und Heuchler dargestellt wird.
Nachdem Flensburg wieder von Dänen regiert wurde, suspendierten die Regierenden Callisen am 19. Juli 1850. Seine Entlassung ohne Pensionsansprüche erfolgte am 7. November trotz der Fürsprache renommierter und loyaler Flensburger Bürger. Die Gründe für seine Entlassung waren die Leitung der Wahl zur Nationalversammlung und die Mitgliedschaft in der Landesversammlung. Danach vertrat Callisen als gewählter Abgeordneter die Stadt Lauenburg in der Lauenburgischen Ritter- und Landschaft und als Gerichtshalter für die Güter Dalldorf und Gülzow.
Callisen wurde 1846 der Dannebrogorden verliehen.

## Familie
Am 31. Mai 1846 heiratete Callisen Emilie Catharina Mommsen (* 5. April 1819 in Flensburg). Sie war eine Tochter des Flensburger Kaufmanns Fedder Mommsen und dessen Ehefrau Helena Maria Görrissen und hatte in erster Ehe den Flensburger Advokaten Andreas Christiansen Winding (1807–1845) geheiratet. Die Ehe blieb kinderlos.